# Ian Hendry
Pour les articles homonymes, voir Hendry.
Ian Hendry est un acteur britannique, né le 13 janvier 1931 à Ipswich (Suffolk, Angleterre) et mort le 24 décembre 1984 à Londres.

## Biographie
Il mène l'essentiel de sa carrière dans son pays natal où, à côté de plusieurs apparitions au cinéma, il participe pour la télévision à de nombreuses séries (Destination Danger, Chapeau melon et bottes de cuir, Amicalement vôtre, Le Saint, Bergerac...) et à quelques téléfilms.
Il décède d'une hémorragie de l'estomac le 24 décembre 1984. 

## Filmographie partielle

### Au cinéma
- 1955 : Simon and Laura de Muriel Box -non crédité-
- 1957 : The Secret Place de Clive Donner
- 1959 : Les Chemins de la haute ville (Room at the Top) de Jack Clayton
- 1960 : In the Nick de Ken Hughes
- 1962 : Live Now Pay Later de Jay Lewis
- 1962 : The Fast Lady de Ken Annakin
- 1963 : Ces êtres venus d'ailleurs (Children of the Damned) d'Anton Leader
- 1963 : This his my Street de Sidney Hayers
- 1963 : L'Étrange Mort de Miss Gray (Girl in the Headlines) de Michael Truman
- 1964 : Les Enfants des damnés de Anton M. Leader
- 1964 : The Beauty Jungle de Val Guest
- 1965 : Répulsion (Repulsion) de Roman Polanski
- 1965 : La Colline des hommes perdus (The Hill) de Sidney Lumet
- 1966 : The Sandwich Man de Robert Hartford Davis
- 1966 : Casino Royale
- 1966 : the Traitors of San Angel de Leopoldo Torre Nelson
- 1969 : L'Étoile du sud (The Southern Star) de Sidney Hayers
- 1969 : De Sade de Cyril Raker Endfield
- 1969 : Danger, planète inconnue (Journey to the Far Side of the Sun ou Doppelgänger) de Robert Parrish
- 1970 : L'Évasion du capitaine Schlütter (The McKenzie Break) de Lamont Johnson
- 1971 : La Loi du milieu (Get Carter) de Mike Hodges
- 1972 : The Jerusalem File de John Flynn
- 1972 : All Coppers are... de Sidney Hayers
- 1972 : The Jerusalem File de John Flynn
- 1972 : Histoires d'outre-tombe de Freddie Francis
- 1973 : Théâtre de sang (Theater of Blood) de Douglas Hickox
- 1973 : Assassin de Peter Crane
- 1974 : Capitaine Kronos, tueur de vampires (Captain Kronos - Vampire Hunter) de Brian Clemens
- 1974 : Crime à distance (The Intercine Project) de Ken Hughes
- 1975 : Profession : reporter (Professione : reporter) de Michelangelo Antonioni
- 1978 : Damien, la malédiction II (Damien : Omen II) de Don Taylor
- 1979 : The Bitch de Gerry O'Hara
- 1980 : McVicar de Tom Clegg

### À la télévision
- 1961 : Première série de Chapeau melon et bottes de cuir (The Avengers), Saison 1, 25 épisodes (Docteur David Keel)
- 1965 : Série Destination Danger, épisode "Dites-le avec des fleurs", saison 3
- 1969 : Série Le Saint (The Saint), Saison 6, Épisodes 16 et 17, Vendetta pour le Saint, 1re et 2e parties (Vendetta for the Saint, Part one and two)
- 1971 : Amicalement vôtre (The Persuaders) : Le Complot (The Time and the Place), de Roger Moore : Lord John Crooxley
- 1972 : Série Poigne de fer et séduction (The Protectors), Saison 1, Épisode 14, L'accident (Think Back)
- 1976 : Seconde série de Chapeau melon et bottes de cuir (The New Avengers), Saison 1, Épisode 7, Pour attraper un rat (To catch a Rat)
- 1978 : Série Le Retour du Saint (Return of the Saint), Épisode 7, Le Héros (Yesterday's Hero)
- 1981 : Série Bergerac, Saison 1, épisode 4 (Campaign for silence), rôle du major Furneaux